# Phil Nimmons
Phil Nimmons   (Kamloops, 3 de juny de 1923 - Thornhill, 5 d'abril de 2024) va ser un clarinetista, compositor, director de banda i pedagog de jazz canadenc.
Nimmons tocava free jazz i estils mainstream, i altres gèneres, inclosa la música clàssica. Va compondre més de 400 peces en diversos gèneres, i per a diverses instrumentacions com partitures de pel·lícules, música per a ràdio i televisió, música de cambra, música per a grans formacions, banda de concerts i orquestres simfòniques. Va estudiar clarinet a la Juilliard School i composició al Royal Conservatory of Music.
Va participar en el desenvolupament del programa d'actuació de jazz a la Universitat de Toronto, i es va convertir en el seu director emèrit el 1991. També va ajudar a establir programes d'educació musical a la Universitat de Western Ontario, la Universitat de New Brunswick i el Banff Centre for Arts and Creativity. El 1974, Nimmons va rebre el primer premi Juno atorgat en la categoria de jazz dels Premis Juno, pel seu àlbum Atlantic Suite. Va ser nomenat Oficial de l'Orde del Canadà el 1993 i va rebre l'Orde d'Ontario. El 2002, va rebre el Premi d'Arts Escèniques del governador general per la seva contribució a la música durant tota una vida.

## Joventut i educació
Philip Rista Nimmons va néixer a Kamloops, Colúmbia Britànica, el 3 de juny de 1923. Es va criar a Vancouver, i va començar una carrera en jazz i música clàssica el 1948. Va tocar com a clarinetista de jazz a Vancouver a finals de la dècada de 1940, apareixent a CBC Radio amb bandes de ball. Es va graduar a la Universitat de Colúmbia Britànica, després va estudiar clarinet a la Juilliard School de Nova York i composició al Royal Conservatory of Music de Toronto.

## Carrera
Nimmons va establir el conjunt 'Nimmons 'n' Nine' el 1953 amb qui tenia un programa setmanal a CBC Radio. El conjunt va créixer fins a 16 músics el 1965, rebatejat com a 'Nimmons 'n' Nine Plus Six, i va estar actiu fins a 1980. El conjunt va gravar nou àlbums de 1956 a 1976, va fer gires regulars pel Canadà. Nimmons va actuar amb bandes més petites després de 1980, i va llançar l'àlbum Sands of Time amb un quartet el 2001. Va optar per romandre al Canadà per a la seva carrera malgrat que molts dels seus col·legues canadencs van anar als Estats Units. En una entrevista del 2023, va revelar que es va quedar perquè 'si tothom se'n va, no tindrem ningú per crear una escena musical al Canadà.
Nimmons va ser un fundador de la Canadian League of Composers. Com a pedagog, va fer contribucions substancials a l'estudi de la música jazz. Juntament amb Oscar Peterson i Ray Brown a la dècada de 1960, Nimmons va fundar l'Advanced School of Contemporary Music a Toronto. La institució va ser una de les primeres escoles d'aquest tipus a oferir formació formal de jazz, però només va durar uns quants anys. Va participar en el desenvolupament del programa d'actuació de jazz a la Universitat de Toronto, unint-se el 1973. Es va convertir en director emèrit del programa de grau en estudis de jazz de la Universitat de Toronto el 1991. També va ajudar a establir programes d'educació musical a la Universitat de Western Ontario, la Universitat de New Brunswick i el 'Banff Centre for Arts and Creativity'.[3] Va passar els estius ensenyant en campaments de música juvenil.[5]
A més del free jazz, Nimmons tocava altres gèneres, inclosa la música clàssica.[4] Va compondre més de 400 peces en diversos gèneres i per a diverses instrumentacions, com ara partitures de pel·lícules, música per a ràdio i televisió, música de cambra, música per a grans conjunts, banda de concerts i orquestres simfòniques. La seva composició The Torch va ser encarregada per als Jocs Olímpics d'hivern de 1988 a Calgary, interpretada per una big band liderada per Rob McConnell. Altres composicions de Nimmons inclouen Sleeping Beauty and the Lionsper a una banda de concerts estrenada a l'Expo 86, i Moods and Contrasts per a l'Orquestra Esprit el 1994.

## Vida personal i mort
Nimmons va conèixer la seva dona Noreen Liëse Spencer al Royal Conservatory of Music, i va tenir tres fills. La seva dona era una pianista de concert, que va morir el 2002 després de 52 anys de matrimoni. La seva filla Holly, és la directora executiva del Canadian Music Centre.
Va fer 100 anys el 3 de juny de 2023 i va morir a la seva casa de Thornhill, Ontario, el 5 d'abril de 2024.

## Premis i honors
El 1974, Nimmons va rebre el primer Premi Juno atorgat en la categoria de jazz dels Premis Juno, pel seu àlbum Atlantic Suite. El 1993, va ser nomenat Oficial de l'Orde del Canadà. També va rebre l'Orde d'Ontario. L'any 2001, Nimmons va rebre el Saló de la Fama de l'Educació del Jazz que honra persones les contribucions musicals de les quals i la dedicació a l'educació del jazz durant els últims 25 anys han creat noves direccions i innovacions curriculars per a l'educació del jazz a tot el món. El 2002, Nimmons va rebre el Premi d'Arts Escèniques del governador general, el màxim honor del Canadà en les arts escèniques, per la seva contribució de tota una vida a la música popular. El 21 de novembre de 2005, la Society of Composers, Authors and Music Publishers of Canada va reconèixer Nimmons amb el Lifetime Achievement Award. Va rebre el DownBeat Achievement Award per a l'educació del jazz el 2006, i el Jazz Report i el National Jazz Award com a clarinetista de l'any durant 13 anys consecutius, de 1995 a 2008.

## Llegat
CBC Music es va referir pòstumament a Nimmons com el Degà del jazz canadenc, i va escriure que va influir en generacions de músics, professors de música i públic. El trompetista de jazz canadenc Daniel Hersog va considerar que Nimmons era un autèntic únic, un veritable pioner en l'educació del jazz, i va afirmar que tants músics de jazz actuals deuen el que són i fan a Phil.
Un fons heretat al Canadian Music Center va rebre el nom de Nimmons. El seu net, Sean Nimmons-Paterson, va dirigir la banda de jazz 'Nimmons Tribute' que incloïa antics col·laboradors, estudiants i amics de Nimmons. La banda va publicar dos àlbums: To the Nth (2020) i Generational (2023).

## Discografia
- The Canadian Scene Via the Phil Nimmons Group (Verve, 1956)[13]
- Nimmons 'n' Nine (Verve, 1959)[13]
- Take Ten (RCA, 1963)[13]
- Mary Poppins Swings (RCA, 1964)[14]
- Strictly Nimmons (RCA, 1965; OCLC 49133976)[15]
- Nimmons Now (CBC, 1970)[16]
- Jazz Canadiana: All Star Jazz In Concert (CBC, 1973; OCLC 10935354)
- The Atlantic Suite (Sackville, 1974)[1]
- Transformations/Invocation (CBC, 1976)[16]
- The Canadian Scene Via Phil Nimmons/Nimmons 'N' Nine (New York, Verve, 1999; OCLC 7420108921)
- Sands of Time (Sackville, 2001)[2]
- Vintage Nimmons 'n' Nine CBC Air Checks '59–'64 (Sackville, 2003)[2]
- Beginnings: Nimmons'n'Braid (2004)[2]
- Nimmons 'n nitecap (Vancouver, Capilano College, 2005; OCLC 225580285)
- Nimmons 'n' Nine—now (MCCO records, 2008; OCLC 1060995616)
- Beginnings (Nimmons 'n' Music, 2009; OCLC 70693728)[2]
- Friendly encounter (Marquis, 2009)[2]
- Canadian Composer Portrait: Phil Nimmons (CMC, 2009)[2]
- Suite St.John's, Falling Through: Nimmons'n'Braid (2012)[17]